# نوک‌خنجری ابلق

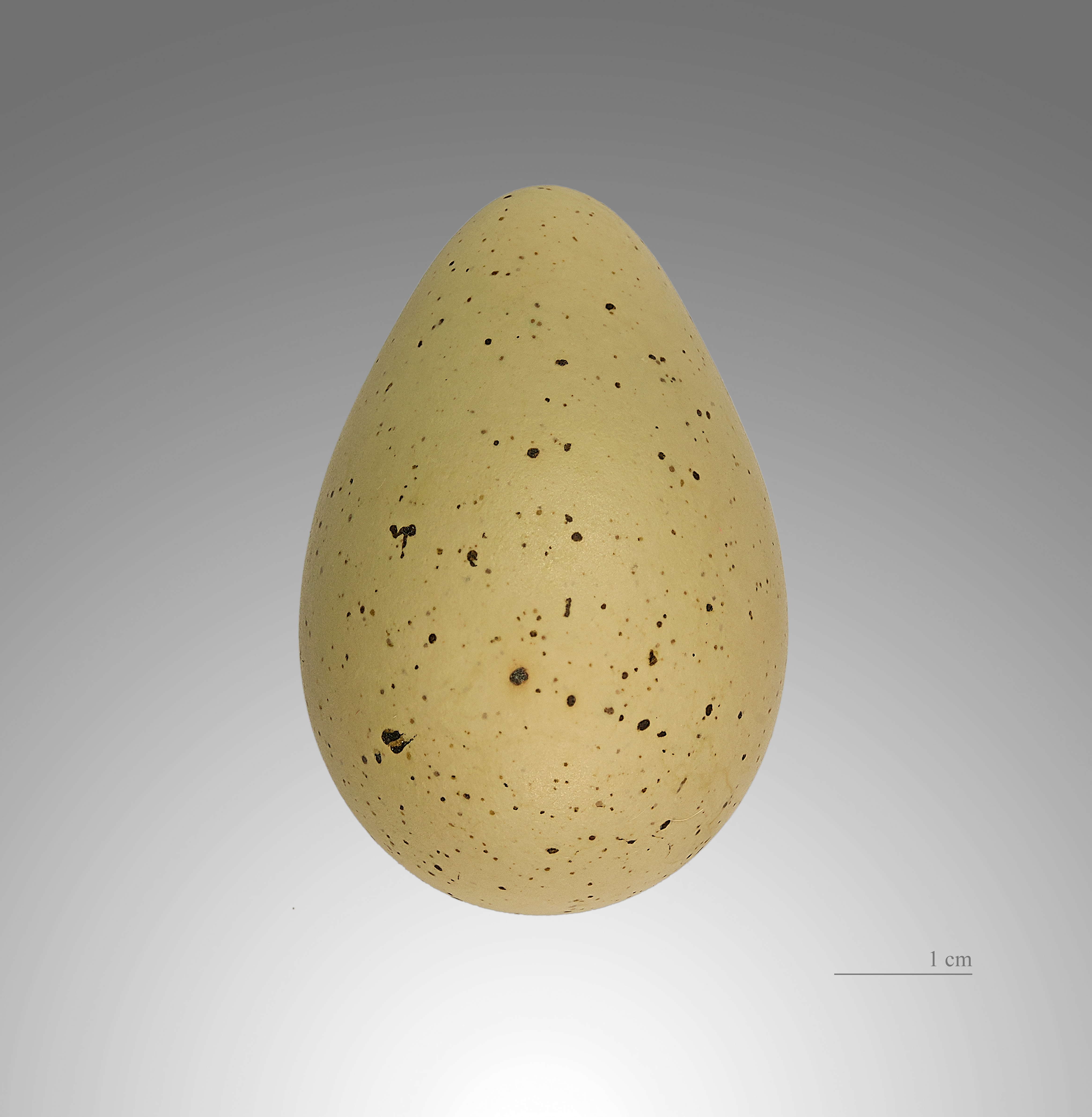
Recurvirostra avosetta

 نوک‌خنجری ابلق (نام علمی: Recurvirostra avosetta) پرنده‌ای بزرگ و سیاه‌سفید رنگ از سرده نوک‌خنجری تیره نوک‌خنجریان است که در مناطق معتدل اروپا و غرب و مرکز آسیا تخم‌گذاری می‌کند. این پرنده مهاجرت‌کننده است و بیشتر زمستان را در آفریقا یا جنوب آسیا می گذراند.